# (7103) Wichmann
(7103) Wichmann  es un asteroide perteneciente al cinturón de asteroides, descubierto el 7 de abril de 1953 por Karl Wilhelm Reinmuth desde el Observatorio de Heidelberg-Königstuhl, en Alemania.

## Designación y nombre
Wichmann se designó inicialmente como 1953 GH.
Más adelante fue nombrado en honor al astrónomo alemán Moritz Ludwig George Wichmann (1821-1859).

## Características orbitales
Wichmann orbita a una distancia media del Sol de 3,0149 ua, pudiendo acercarse hasta 2,7851 ua y alejarse hasta 3,2447 ua. Tiene una excentricidad de 0,0762 y una inclinación orbital de 10,1701° grados. Emplea en completar una órbita alrededor del Sol 1912 días.

## Características físicas
Su magnitud absoluta es 12,8. Tiene 8,837 km de diámetro. Su albedo se estima en 0,206.